# Stevan Bošković
Stevan Bošković (srbsko Стеван Бошковић), srbski general, geograf in akademik, * 10. maj 1868, † 9. maj 1957.

## Življenjepis
Med letoma 1899 in 1937 je bil načelnik Vojnogeografskega inštituta. Deloval je na področju geodezije, astronomije, geofizike in matematične geografije.
Leta 1934 je postal dopisni član Jugoslovanske akademije znanosti in umetnosti in leta 1955 redni član Srbske akademije znanosti in umetnosti.